# Уэрт (округ, Айова)
Уэрт (англ. Worth County) — округ в США, штате Айова. На 2000 год численность населения составляла 7909 человек. По оценке бюро переписи населения США в 2009 году население округа составляло 7541 человек. Окружным центром является город Нортвуд.

## История
Округ Уэрт был сформирован в 15 января 1851 года.

## География
По данными Бюро переписи населения США площадь округа Уэрт составляет 1035 км².

### Основные шоссе
- Федеральная автострада 35/Автострада 27
- Шоссе 65
- Шоссе 69
- Автострада 9

### Соседние округа
- Фриборн, Миннесота (север)
- Мауэр, Миннесота (северо-восток)
- Митчелл (восток)
- Серро-Гордо (юг)
- Уиннебейго (запад)

## Демография
По данным переписи населения 2000 года в округе проживало 7909 жителей. Среди них 22,2 % составляли дети до 18 лет, 18,0 % люди возрастом более 65 лет. 49,9 % населения составляли женщины.
Национальный состав был следующим: 98,4 % белых, 0,4 % афроамериканцев, 0,1 % представителей коренных народов, 0,2 % азиатов, 2,2 % латиноамериканцев. 0,9 % населения являлись представителями двух или более рас.
Средний доход на душу населения в округе составлял $16952. 9,1 % населения имело доход ниже прожиточного минимума. Средний доход на домохозяйство составлял $48580.
Также 86,0 % взрослого населения имело законченное среднее образование, а 12,7 % имело высшее образование.